# Cesare Casadei
Cesare Casadei (sinh ngày 10 tháng 1 năm 2003) là một cầu thủ bóng đá người Ý đang thi đấu ở vị trí tiền vệ cho câu lạc bộ Torino tại Serie A.

## Sự nghiệp câu lạc bộ
Sinh ra tại Ravenna, Casadei bẳt đầu sự nghiệp tại Cervia, trước khi gia nhập Cesena. Năm 2018 anh chuyển tới Inter Milan, và nhanh chóng thể hiện được bản thân ở tuyến trẻ, được đôn lên đội Ú9 khi mới 16 tuổi. Tháng Mười 2021, anh lọt vào danh sách "Next Generation" của tờ The Guardian sau khởi đầu thuận lợi đầu mùa 2021–22.

### Chelsea
Ngày 19 tháng Tám 2022, Chelsea công bố đạt được thỏa thuận với Inter Milan về bản hợp đồng kéo dài 6 năm với Cesare Casadei. Giá trị chuyển nhượng được cho rơi vào khoảng 15 triệu Euro kèm theo 5 triệu Euro phụ phí theo phong độ.

## Sự nghiệp quốc tế
Casadei thi đấu cho Ý tại các giải trẻ. Anh cũng được chú ý bởi khả năng ghi bàn tại các trận đấu quốc tế.

## Đời tư
Anh trai Cesare là Ettore cũng là một cầu thủ bóng đá đang thi đấu cho Savignanese.